# Харагути, Кэнъити
Кэнъити Харагути (яп. 原口 謙; род. 26 августа 1957) — японский дзюдоист, чемпион и призёр чемпионатов Японии, чемпион Азии, призёр чемпионата мира.

## Карьера
Выступал в суперлёгкой весовой категории (до 60 кг). Чемпион (1979 и 1983 годы), серебряный (1982, 1984) и бронзовый (1980—1981) призёр чемпионатов Японии. Победитель и призёр международных турниров. Победитель (1981) и серебряный призёр (1982) международного турнира памяти Дзигоро Кано в Токио. В 1983 году стал бронзовым призёром чемпионата мира в Москве. В 1984 году на чемпионате Азии в Кувейте стал чемпионом.